# Petronella de Jong
Petronella Catharina de Jong (Sint Jacobiparochie, 26 de julio de 1970) es una deportista neerlandesa que compitió en vela en la clase Yngling.
Ganó una medalla de plata en el Campeonato Europeo de Yngling de 2006. Participó en los Juegos Olímpicos de Atenas 2004, ocupando el cuarto lugar en la clase Yngling.

## Palmarés internacional
| \| Campeonato Europeo \| Campeonato Europeo \| Campeonato Europeo \| Campeonato Europeo \| \| Año \| Lugar \| Medalla \| Clase \| \| ------------------ \| ------------------------ \| ------------------ \| ------------------ \| \| 2006 \| Medemblik (Países Bajos) \| Medalla de plata \| Yngling \| |                          |                  |         |
| Campeonato Europeo |                          |                  |         |
| Año | Lugar                    | Medalla          | Clase   |
| 2006 | Medemblik (Países Bajos) | Medalla de plata | Yngling |